# 長崎市立南大浦小学校
長崎市立南大浦小学校（ながさきしりつ みなみおおうらしょうがっこう, Nagasaki City Minamioura Elementary School）は、かつて長崎県長崎市上田町にあった公立小学校。2007年（平成19年）に、統廃合で閉校した。
北大浦小学校・浪平小学校との3校統合の上、同年4月に長崎市立大浦小学校が新設された。
現在、旧・南大浦小学校の校地には、長崎市立大浦小学校が建っている。

## 概要
歴史
1903年（明治36年）に「大浦女児尋常小学校」として開校した。その後男女共学となり、数回の改称を経て、戦後1947年（昭和22年）の学制改革により「長崎市立南大浦小学校」となった。2007年（平成19年）に長崎市内の小学校2校（北大浦・浪平）と統合の上、長崎市立大浦小学校が新設されたため、南大浦小学校は104年の歴史に幕を下ろした。
校章
校歌
作詞は石橋忍月、作曲は原格太郎による。歌詞は2番まであり、1番に校名の「南大浦」が歌詞に登場する。またどちらにも「鼎（かなえ）」が登場する。

## 沿革
- 1903年（明治36年）4月13日 - 「大浦女児尋常小学校」が開校。
- 1908年（明治41年）4月1日 - 「南大浦尋常小学校」と改称し、義務教育6年制を実施。
- 1921年（大正10年）4月9日 - 「南大浦尋常高等小学校」と改称。
- 1935年（昭和10年）4月1日 - 南大浦青年学校を併置。
- 1941年（昭和16年）4月1日 - 国民学校令により、「長崎市大浦国民学校」と改称。初等科（6ヶ年）と高等科（2ヶ年）を設置。
- 1947年（昭和22年）4月1日 - 学制改革（六・三制の実施）が行われる。
  - 南大浦国民学校の初等科（6ヶ年）が改組され、「長崎市立南大浦小学校」（最終名）が発足。
  - 南大浦国民学校の高等科（2ヶ年）が改組され、長崎市立南大浦中学校（新制中学校）が発足。当面の間、南大浦小学校（旧・国民学校）校舎に併設される。
- 1949年（昭和24年）5月10日 - 南大浦中学校が校舎を完成させ長崎市立梅香崎中学校として移転したため、併設を解消。
- 1954年（昭和29年）7月16日 - 新校舎が完成。創立50周年記念式を挙行。
- 1960年（昭和35年）5月25日 - 旧木造校舎を解体。
- 1971年（昭和46年）3月31日 - 体育館が完成。
- 1975年（昭和50年）7月18日 - プールが落成。
- 1991年（平成3年）9月27日 - 台風19号により多数被害が出る。
- 2003年（平成15年）
  - 2月28日 - 創立100周年記念式典を挙行。
  - 6月 - 北大浦小学校・浪平小学校との統合が決定する。
- 2007年（平成19年）
  - 2月20日 - 閉校記念式典を挙行。
  - 3月31日 - 閉校。104年の歴史に幕を閉じる。
  - 閉校後、旧南大浦小学校校舎は取り壊され、跡地に長崎市立大浦小学校の新校舎が建設された。校舎が完成するまでの間、旧北大浦小学校校舎が仮校舎として使用された。

## アクセス・周辺
- 長崎市立大浦小学校を参照。

## 関連事項
- 長崎県小学校の廃校一覧